# Pernat
Pernat is een plaats in de gemeente Cres in de Kroatische provincie Primorje-Gorski Kotar. De plaats telt 11 inwoners (2001).